# Lijst van wegen in Moldavië
Het wegennet in Moldavië bestaat uit enkele verharde en veel onverharde wegen. De hoofdweg M1 tussen de hoofdstad Chisinau en de Roemeense grens is als een van de weinige wegen geasfalteerd. Veel andere wegen zijn in slechte toestand.

## Wegnummering
De wegen worden geclassificeerd in hoofdwegen en regionale wegen. De hoofdwegen vormen de doorgaande en internationale verbindingen. Ze worden aangeduid met het prefix 'M' van Magistrale. Het totale hoofdwegennet is 1.083 kilometer lang. De regionale wegen zijn van een lagere klasse. Ze worden aangeduid met het prefix 'R'.
Er lopen ook enkele E-wegen door Moldavië. Deze wegen volgen meestal de hoofdwegen en niet de regionale wegen.
De huidige wegnummering is ontstaan na de val van de Sovjet-Unie. Moldavië heeft toen voor een eigen systeem gekozen. De nummers M14 en M21 zijn echter een overblijfsel van de wegnummering ten tijde van de Sovjet-Unie.
In 2024 sloot Moldavië een akkoord met de Europese Investeringsbank om de Roemeense autosnelweg A8 door te trekken op Moldavisch grondgebied vanaf de Roemeense grens tot Chișinău.

## Lijst
| Schild | Nummer | Route                                                                  |
| ------ | ------ | ---------------------------------------------------------------------- |
|        | M1     | Chisinau - Roemenië (DN24B)                                            |
|        | M2     | Chisinau - Orhei - Soroca - Oekraïne (R08)                             |
|        | M3     | Chisinau - Cimișlia - Comrat - Vulcănești - Roemenië (DN2B)            |
|        | M4     | Tiraspol - Dubăsari - Rîbnița - Oekraïne (M16)                         |
|        | M5     | Oekraïne (M16) - Tiraspol - Chisinau - Bălți - Edineț - Oekraïne (N10) |
|        | M21    | Chisinau - Dubăsari - Oekraïne (M13)                                   |

Albanië · Andorra · Armenië · Azerbeidzjan · België · Bosnië en Herzegovina · Bulgarije · Cyprus · Denemarken · Duitsland · Estland · Finland · Frankrijk · Georgië · Griekenland · Hongarije · IJsland · Ierland · Italië · Kazachstan · Kroatië · Letland · Liechtenstein · Litouwen · Luxemburg · Malta · Moldavië · Monaco · Montenegro · Nederland · Noord-Macedonië · Noorwegen · Oekraïne · Oostenrijk · Polen · Portugal · Roemenië · Rusland · San Marino · Servië · Slovenië · Slowakije · Spanje · Tsjechië · Turkije · Vaticaanstad · Verenigd Koninkrijk · Wit-Rusland · Zweden · Zwitserland
1. ↑  Euractiv. Gearchiveerd op 1 februari 2024.
2. ↑  Radio Moldova